# Deudorix dohertyi
Deudorix dohertyi is een vlinder uit de familie van de Lycaenidae. De wetenschappelijke naam van de soort is voor het eerst gepubliceerd in 1915 door Harry Christopher Tytler.
De soort komt voor in de India (Assam).